# ③計画
③計画（まるさんけいかく）は、大日本帝国海軍の海軍軍備計画。正式名称は第三次海軍軍備補充計画だが、通称として○の中に数字を入れてマル3（まるさん）計画と呼ばれた。軍縮条約から脱退後、初の建艦計画であり、海軍国防所要兵力整備十年構想の前半四ヵ年計画にあたるものである。

## 計画内容
昭和十二年度より同十七年度までの六ヵ年計画（航空隊整備計画は同十五年度まで）だったが、後に完成予定が一ヵ年繰り上げられ、昭和十六年度までの五ヵ年計画に修正された。計画の内容は8億0654万9千円（昭和十六年度の追加要求により8億6421万8千円）の予算で艦艇66隻を建造、7526万7千円の予算で航空隊14隊を整備することである。

## 艦艇
- 戦艦 - 2隻（3万5000t、9800万円→1億0793万3075円×2）
  - 大和型

第1号艦（大和 [II]）、第2号艦（武蔵 [III]）
- 航空母艦 - 2隻（2万4500t、8085万円→8449万6983円×2）
  - 翔鶴型

第3号艦（翔鶴 [III]）、第4号艦（瑞鶴）
- 敷設艦（甲） - 1隻（1万1600t、2494万円→2605万9982円） ※ 後に水上機母艦
  - 第5号艦（日進 [III]）
- 敷設艦（乙） - 1隻（5000t、975万円→1048万1573円）
  - 第6号艦（津軽 [II]）
- 急設網艦 - 2隻（2000t、450万円→473万2622円×2）
  - 初鷹型

第7号艦（初鷹）、第8号艦（蒼鷹 [II]）
- 海防艦 - 4隻（1200t、306万円→321万6528円×4）
  - 占守型

第9号艦（占守）、第10号艦（国後）、第11号艦（八丈）、第12号艦（石垣）
- 砲艦（甲） - 2隻（1000t、330万円→347万4301円×2）
  - 橋立型

第13号艦（橋立 [II]）、第14号艦（宇治 [II]）
- 砲艦（乙） - 2隻（270t、117万4500円→121万8111円×2）
  - 伏見型

第15号艦（伏見 [II]）、第16号艦（隅田 [II]）
- 駆逐艦 - 18隻（2000t、900万円→967万9191円×18）
  - 陽炎型 ※ 第32〜34号艦は建造せず

第17号艦（陽炎 [II]）、第18号艦（不知火 [II]）、第19号艦（黒潮）、第20号艦（親潮）、第21号艦（早潮）、第22号艦（夏潮）、第23号艦（初風）、第24号艦（雪風）、第25号艦（天津風 [II]）、第26号艦（時津風 [II]）、第27号艦（浦風 [II]）、第28号艦（磯風 [II]）、第29号艦（浜風 [II]）、第30号艦（谷風 [II]）、第31号艦（野分 [II]）、第32〜34号艦
- 潜水艦（甲） - 2隻（2600t、1456万円→1553万0044円×2）
  - 伊九型

第35号艦（伊9）、第36号艦（伊10）
- 潜水艦（乙） - 7隻（2100t、1218万円→1306万2460円×7）
  - 伊十五型 ※ 第43号艦は建造せず

第37号艦（伊15 [I]）、第38号艦（伊17）、第39号艦（伊19）、第40号艦（伊21 [II]）、第41号艦（伊23 [II]）、第42号艦（伊25）、第43号艦
- 潜水艦（丙） - 5隻（2100t、1218万円→1306万2460円×5）
  - 伊十六型

第44号艦（伊16）、第45号艦（伊18）、第46号艦（伊20）、第47号艦（伊22 [II]）、第48号艦（伊24 [II]）
- 掃海艇 - 6隻（600t、213万円→223万0823円×6）
  - 第七号型

第49号艦（第7号掃海艇）、第50号艦（第8号）、第51号艦（第9号）、第52号艦（第10号）、第53号艦（第11号）、第54号艦（第12号）
- 運送艦 - 1隻（1万t、440万円→473万6852円）
  - 第55号艦（樫野）
- 測量艦 - 1隻（1600t、376万円→403万5745円）
  - 第56号艦（筑紫）
- 敷設艇 - 5隻（700t、245万円→254万0064円×5）
  - 測天型

第57号艦（測天 [II]）、第58号艦（白神）、第59号艦（成生）、第60号艦（巨済）、第61号艦（浮島）
- 駆潜艇 - 9隻（300t、150万円→157万8585円×9）
  - 第四号型

第62号艦（第7号駆潜艇）、第63号艦（第8号）、第64号艦（第4号）、第65号艦（第5号）、第66号艦（第11号）、第67号艦（第12号）、第68号艦（第10号）、第69号艦（第9号）、第70号艦（第6号）